# 学校法人桜美林学園
桜美林学園（おうびりんがくえん）は、東京都町田市に本部を置く学校法人。

## 概要
キリスト教主義を取っている。近隣にある日本基督教団桜美林教会の教会牧師が学校牧師を兼任している。　
学校法人桜美林学園の名称は、フランスの思想家ジャン＝フレデリック・オベリンから由来し、校地が桜並木に囲まれていることをもじったもの。
オベリンの名前をとった大学は世界各地にあるが、創立者の清水安三の出身校がアメリカ合衆国オハイオ州のオベリン大学であり、そのオベリンの当て字に桜が美しい林とつけた説もある。オハイオ州のオベリン大学と桜美林大学は姉妹校である。
学園では在学生および卒業生を総称してオビリンナーもしくはオベリンナーと呼んでいる。また地元や周辺でも「おうびりん」ではなく「オビリン」「オベリン」と発音して呼称する人が多い。

## 沿革
- 1921年 - 学園の創立者・清水安三が、中国北京市朝陽門外に崇貞学園を創立。
- 1946年 - 中国から帰国後、財団法人桜美林学園（旧制高等女学校、英文専攻科）を創立。
- 1947年 - 桜美林中学校を開設。
- 1948年 - 学制改革に伴い桜美林高等学校を開校。これに伴い高等女学校は廃止。
- 1950年 - 桜美林短期大学（英語英文科・実務英語課程）を開学。
- 1951年 - 財団法人から学校法人に組織を変更。
- 1966年 - 桜美林大学（文学部英語英米文学科、中国語中国文学科）を開学。
- 1968年 - 桜美林幼稚園を開設。
- 2007年 - 短期大学部を廃止。

## 設置学校
- 桜美林大学
- 桜美林高等学校・桜美林中学校
- 桜美林幼稚園

過去には2021年の学園創立100周年記念事業として、東京都多摩市に「小中一貫校」の新設を計画し、2016年11月に多摩市と「旧多摩市立西落合中学校跡地施設の活用についての確認書」を締結し、市が所有する「旧西落合中学校用地」と学園が所有する「多摩アカデミーヒルズ用地の一部」を土地交換する方針が示されていた。しかしその後、多摩市はアカデミーヒルズ隣接地に計画していた多摩市立図書館本館の移転を別の場所（多摩中央公園内）に計画変更した為、土地交換は実現せず、締結した確認書も土地交換が無くなったことで事実上効力を失い、結果的に小中一貫校の開校には至らなかった。

## 信用格付け
- 2008年12月26日付 株式会社格付投資情報センター（R&I社）による信用格付けを取得。格付はA-、格付けの方向性は安定的。
- 2015年4月27日 株式会社日本格付研究所（JCR）による格付を取得。格付はA、格付けの見通しは安定的。

## 歴代理事長
- 初代：賀川豊彦（1946年5月29日 - 1954年1月31日）
- 第2代：小崎道雄（1954年2月1日 - 1973年1月16日）
- 第3代：清水安三（1973年1月17日 - 1974年4月16日）
- 第4代：田口敏三（1974年4月17日 - 1988年5月16日）
- 第5代：清水畏三（1988年5月17日 - 2000年3月31日）
- 第6代：大野一男（2000年4月1日 - 2003年5月24日）
- 第7代：佐藤東洋士（2003年5月25日 - 2020年10月18日）
- 第8代：大越孝（2020年11月9日 - 2021年3月31日）
- 第9代：小池一夫（2021年4月1日 - 2024年3月31日）
- 第10代：大槻達也（2024年4月1日 - ）